# (4636) Chile
(4636) Chile ist ein Asteroid des mittleren Hauptgürtels, der am 13. Februar 1988 von dem belgischen Astronomen Eric Walter Elst am La-Silla-Observatorium der Europäischen Südsternwarte in Chile (IAU-Code 809) entdeckt wurde. Es wurden dazu Fotoplatten des 1-Meter-Schmidt-Teleskopes verwendet, die vom chilenischen Astronomen Guido Pizarro aufgenommen worden waren und von Erik Walter Elst ausgewertet wurden.
Unbestätigte Sichtungen des Asteroiden hatte es vorher schon mehrere gegeben: im Oktober 1931 mit der vorläufigen Bezeichnung 1931 TJ4 am Lowell-Observatorium in Arizona, am 24. September 1952 (1952 SQ) am Goethe-Link-Observatorium in Indiana und 1986 an der Anderson Mesa Station des Lowell-Observatoriums (1986 TO2).
Der Asteroid gehört zur Eunomia-Familie, einer nach (15) Eunomia benannten Gruppe, zu der vermutlich fünf Prozent der Asteroiden des Hauptgürtels gehören. Nach der SMASS-Klassifikation (Small Main-Belt Asteroid Spectroscopic Survey) wurde bei einer spektroskopischen Untersuchung von Gianluca Masi, Sergio Foglia und Richard P. Binzel bei (4636) Chile von einer hellen Oberfläche ausgegangen, es könnte sich also, grob gesehen, um einen S-Asteroiden handeln.
Die zeitlosen (nichtoskulierenden) Bahnelemente von (4636) Chile sind fast identisch mit denjenigen des kleineren, wenn man von der Absoluten Helligkeit von 14,9 gegenüber 12,7 ausgeht, Asteroiden (72323) 2001 BQ50.
(4636) Chile wurde am 18. Februar 1992 nach dem südamerikanischen Land Chile benannt.